# Мультиплет
Мультиплет — группа рядом расположенных спектральных линий (совокупность частиц схожих по своим свойствам), обусловленных расщеплением энергетического уровня атома на несколько уровней с различной энергией. Существование мультиплетов обусловлено симметрией сильного взаимодействия.  

## Основная информация
Адроны, с одинаковыми свойствами, такими как: спин, барионное число, масса, очарование, истинность, прелесть, странность; можно отнести в определённые группы, называемые мультиплетами. При этом каждый член отдельно взятого мультиплета можно рассмотреть как различные зарядовые состояния одной и той же частицы.
Простейший мультиплет можно рассмотреть на примере протона и нейтрона, которые очень похожи по своим свойствам. Исключением являются различие по электрическому заряду, а также незначительное различие по массам 1.6726219 × 10-27 килограмма для протона и 1,674927 5 × 10−27 килограмма для нейтрона. При сильных взаимодействиях все элементы мультиплета считаются равноценными и могут заменяться друг другом.
Мультиплет характеризуется вектором изотопического спина, который отвечает за различные зарядовые состояния его членов, они отличаются друг от друга величиной электрического заряда Q. Изоспин и электрический заряд связаны Формулой Гелл-Мана-Нисидзимы. Изоспин определяется числом частиц в мультиплете. Количество его проекций ({\displaystyle Count}) может быть рассчитано по формуле:
{\displaystyle Count=2\cdot Iz+1}
где {\displaystyle Iz} — изотопический спин.
Так для нуклонов с изоспином равным 1/2 будут возможны две проекции изоспина +1/2 и -1/2, что соответствует протону и нейтрону.
Этот дуплет был введён Вернером Гейзенбергом ещё в 1930-х годах.